# جورج كازانوفا
جورج كازانوفا (بالفرنسية: Georges Casanova)‏ هو مبارز بالسيف فرنسي، ولد في 26 يوليو 1890 في الجزائر في الجزائر، وتوفي بنفس المكان في 20 فبراير 1932.

## وصلات خارجية
- جورج كازانوفا على موقع اللجنة الأولمبية الدولية (الإنجليزية)
- جورج كازانوفا على موقع أوليمبيديا (الإنجليزية)